# Rodney Mandelstam
Rodney Mandelstam, est un joueur de tennis sud-africain.

## Palmarès
Champion Junior du tournoi de Wimbledon en 1960.